# Conchylodes
Conchylodes (лат.) — род бабочек огнёвок-травянок из подсемейства Spilomelinae (Crambidae). Включает 21 вид.
Родовой эпитет Conchylodes в переводе с греческого означает «похожий на раковину двустворчатого моллюска сердцевидки».

## Кормовые растения
Виды рода Conchylodes питаются широким спектром пищевых растений. Гусеницы Conchylodes отмечены на анноновых, астровых, бурачниковых, кордиевых, мальвовых и платановых.

## Описание
Отличаются строением гениталий. Для родовой группы Conchylodes характерны волосовидные монофиламентные щетинки на ункусе мужских гениталий, в отличие от толстых двуветвистых волосков, присутствующих у большинства других Spilomelinae. Коста вальвы слегка вогнута, а вентральный край саккулюса параллелен косте), а апикально от саккулюса вальва сужается к округлой вершине.

## Классификация
Включает 21 вид из трибы Udeini. Недавно монотипический род Nonazochis, описанный немецким энтомологом Гансом Георгом Амселем (Hans Georg Amsel; 1905—1999) в 1956 году, был синонимизирован с Conchylodes. Это привело к тому, что его типовой вид, Azochis graphialis, был перенесен в род Conchylodes как Conchylodes graphialis.
- Conchylodes aquaticalis (Guenée, 1854)
- Conchylodes arcifera Hampson, 1912
- Conchylodes bryophilalis Hampson, 1899
- Conchylodes concinnalis Hampson, 1899
- Conchylodes diphteralis (Geyer in Hübner, 1832)
- Conchylodes erinalis (Walker, 1859)
- Conchylodes gammaphora Hampson, 1912
- Conchylodes graphialis (Schaus, 1912)
- Conchylodes hebraealis Guenée, 1854
- Conchylodes hedonialis (Walker, 1859)
- Conchylodes intricata Hampson, 1912
- Conchylodes nissenalis (Schaus, 1924)
- Conchylodes nolckenialis (Snellen, 1875)
- Conchylodes octonalis (Zeller, 1873)
- Conchylodes ovulalis (Guenée, 1854)
- Conchylodes platinalis (Guenée, 1854)
- Conchylodes salamisalis Druce, 1895
- Conchylodes stictiperalis Hampson, 1912
- Conchylodes terminipuncta Hampson, 1912
- Conchylodes vincentalis Schaus, 1924
- Conchylodes zebra (Sepp, 1850)